# Апории
Апории (Aporia) — род чешуекрылых из семейства белянок и подсемейства Pierinae. Члены рода распространены на территории Евразии, но большая их часть распространена в Китае и Тибете.

## Систематика
В состав рода входят:
- Aporia crataegi (Linnaeus, 1758) — вся Палеарктика
- Aporia howarthi Bernardi, 1961 — Тибет, Долина Лилунг
- Aporia bieti (Oberthür, 1884) — Тибет, Западный Китай
- Aporia hippia (Bremer, 1861) — Амур, Уссури, Корея, Япония
- Aporia procris Leech, 1890 — север Юньнаня, Сычуань, восток Тибета, Ганьсу
- Aporia leucodice (Eversmann, 1843) — юг Центральной Азии, Малая Азия и Кавказ
- Aporia soracta Moore, 1857 — Западные Гималаи, Кашмир
- Aporia martineti (Oberthür, 1884) — восток Тибета, север Юньнаня, запад Сычуаня
- Aporia intercostata O. Bang-Haas, 1927 — Китай
- Aporia potanini Alphéraky, 1892 — Китай
- Aporia lhamo (Oberthür, 1893) — Юньнань
- Aporia nabellica (Boisduval, 1836) — Северо-Западная Индия, Кашмир
- Aporia goutellei (Oberthür, 1886) — Юньнань
- Aporia genestieri (Oberthür, 1902) — Юньнань
- Aporia delavayi (Oberthür, 1890) — Сычуань, восток Тибета, север Юньнаня
- Aporia larraldei (Oberthür, 1876) — Юньнань, Сычуань
- Aporia kaolinkonensis Yoshino, 1997 — Юньнань
- Aporia gigantea Koiwaya, 1993 — Сычуань, Тайвань
- Aporia acraea (Oberthür, 1886) — Китай
- Aporia tayiensis Yoshino, 1995 — запад Сычуаня
- Aporia largeteaui (Oberthür, 1881) — Китай
- Aporia oberthueri (Leech, 1890) — Китай
- Aporia hastata (Oberthür, 1892) — Китай
- Aporia joubini (Oberthür, 1913) — Китай
- Aporia monbeigi (Oberthür, 1917) — запад Сычуаня
- Aporia harrietae (de Nicéville, 1893) — Бутан, Ассам, Юньнань
- Aporia agathon (Gray, 1831) — Британская Индия, Китай, Тайвань, Тибет, Мьянма, Кашмир, север Таиланда
- Aporia bernardi — Юньнань
- Aporia nishimurai Koiwaya, 1989 — Сычуань
- Aporia shinnooka Yoshino, 2001 — Хубэй